# Jamie
Jamie ist im englischen Sprachraum ein männlicher und weiblicher Vorname. Der männliche Vorname entstand als eine Kurzform des englischen Vornamens James, der seinerseits dem deutschen Vornamen Jakob entspricht. Zur ursprünglichen Herkunft und Bedeutung des Namens, siehe Jakob. Als weiblicher Vorname wird Jamie seit den 1950er-Jahren insbesondere in den USA vergeben. In alternativer Schreibweise tritt (v. a. als weiblicher Vorname in den USA) auch die Form Jaime auf.

## Namensträger

### Männlicher Vorname
- Jamie Ashdown (* 1980), englischer Fußballtorhüter
- Jamie Ball (* 1979), südafrikanischer Radrennfahrer
- Jamie Bamber (* 1973), britischer Schauspieler
- Jamie Bartlett (1966–2022), südafrikanischer Schauspieler
- Jamie Bartman (* 1962), Eishockeytrainer und -spieler
- Jamie Baulch (* 1973), walisischer Sprinter
- Jamie Bell (* 1986), britischer Schauspieler
- Jamie Bissmire, britischer DJ, Produzent und Labelbetreiber
- Jamie Burnett (* 1975), schottischer Snookerspieler
- Jamie Campbell-Walter (* 1972), britischer Rennfahrer
- Jamie Carragher (* 1978), englischer Fußballspieler
- Jamie Colpitts (1931/32–2023), kanadischer Jazzmusiker
- Jamie Cope (* 1985), englischer Snookerspieler
- Jamie Cullum (* 1979), britischer Jazzpianist und Sänger
- Jamie Dimon (* 1956), US-amerikanischer Wirtschaftsmanager
- Jamie Rhys Clarke (* 1994), walisischer Snookerspieler
- Jamie Doran, irischer Dokumentarfilmer
- Jamie Dornan (* 1982), nordirischer Schauspieler, Fotomodel und Musiker
- Jamie Dwyer (* 1979), australischer Feldhockeyspieler
- Jamie Elman (* 1976), US-amerikanischer Schauspieler
- Jamie Farr (* 1934), US-amerikanischer Schauspieler
- Jamie Foxx (* 1967), US-amerikanischer Schauspieler, Musiker und Komödiant
- Jamie Gillis (1943–2010), US-amerikanischer Pornodarsteller
- Jamie Glover (* 1969), britischer Schauspieler und Sprecher
- Jamie Gold (* 1969), US-amerikanischer Fernsehproduzent und Pokerspieler
- Jamie Goodwin (* 1961), US-amerikanischer Schauspieler
- Jamie Green (* 1982), britischer Autorennfahrer
- Jamie Harris (* 1963), britischer Schauspieler
- Jamie Hewlett (* 1968), Comiczeichner
- Jamie Hodgson (1930–2006), britischer Fotograf von Jazzikonen
- Jamie Howard (* 1976), US-amerikanischer Profiwrestler
- Jamie Hunt (* 1984), kanadischer Eishockeyspieler
- Jamie Hyneman (* 1956), US-amerikanischer Darsteller
- Jamie Kennedy (* 1970), US-amerikanischer Schauspieler
- Jamie Landry (* 1982), kanadischer Skeletonpilot
- Jamie Langenbrunner (* 1975), US-amerikanischer Eishockeyspieler
- Jamie Lidell (* 1973), englischer Musiker und Soulsänger
- Jamie Macoun (* 1961), kanadischer Eishockeyspieler
- Jamie McGinn (* 1988), kanadischer Eishockeyspieler
- Jamie McLennan (* 1971), kanadischer Eishockeytorwart
- Jamie McMurray (* 1976), US-amerikanischer NASCAR-Rennfahrer
- Jamie Moyer (* 1962), US-amerikanischer Baseballspieler
- Jamie Murray (* 1986), schottischer Tennisspieler
- Jamie O’Hara (1950–2021), US-amerikanischer Country-Sänger und -Songwriter
- Jamie O’Hara (* 1986), englischer Fußballspieler
- Jamie Oldaker (1951–2020), US-amerikanischer Schlagzeuger
- Jamie Oliver (* 1975), englischer Fernseh-Koch und Kochbuchautor
- Jamie O’Neill (Schriftsteller) (* 1962), irischer Schriftsteller und Journalist
- Jamie O’Neill (Snookerspieler) (* 1986), englischer Snookerspieler
- Jamie Redknapp (* 1973), englischer Fußballspieler
- Jamie Reid (Dichter) (1941–2015), kanadischer Dichter, Schriftsteller und Kunst-Aktivist
- Jamie Roche (* 2001), schwedisch-englischer Fußballspieler
- Jamie Paul Rock, kanadischer Fernseh- und Filmproduzent
- Jamie Selkirk, neuseeländischer Filmeditor
- Jamie Shaw (* 1985), britischer Sänger
- Jamie Spence (Golfspieler) (* 1963), englischer Golfspieler
- Jamie Staff (* 1973), britischer Radrennfahrer
- Jamie Starr (1958–2016), US-amerikanischer Popstar
- Jamie Stewart (* 1964), englischer Musiker
- Jamie Stinson, australischer Musiker
- Jamie Storr (* 1975), kanadischer Eishockeyspieler
- Jamie T (* 1986), britischer Musiker
- Jamie Tardif (* 1985), kanadischer Eishockeystürmer
- Jamie Thomas (* 1974), professioneller Skateboarder
- Jamie Uys (1921–1996), südafrikanischer Filmregisseur und Produzent
- Jamie Vardy (* 1987), englischer Fußballspieler
- Jamie Walker (* 1993), schottischer Fußballspieler
- Jamie Walters (* 1969), US-amerikanischer Schauspieler und Musiker
- Jamie Ward (* 1986), nordirischer Fußballspieler
- Jamie Waylett (* 1989), britischer Schauspieler
- Jamie Lloyd Whitten (1910–1995), US-amerikanischer Politiker
- Jamie Winchester (* 1970), irischer Sänger und Musiker
- Jamie Wright (* 1976), kanadischer Eishockeyspieler
- Jamie Zawinski (* 1968), US-amerikanischer Programmierer

### Weiblicher Vorname
- Jamie Barton (* 1981), US-amerikanische Mezzosopranistin
- Jamie Beyerle (* 1984), US-amerikanische Sportschützin
- Jamie Lee Blank (* 1994), deutsche Synchronsprecherin
- Jamie Chung (* 1983), US-amerikanische Schauspielerin
- Jamie Lee Curtis (* 1958), US-amerikanische Schauspielerin und Autorin von Kinderbüchern
- Jamie Fenton, US-amerikanische Software- und Spiele-Programmiererin
- Jamie Haskell (* 1980), US-amerikanische Curlerin
- Jamie King (* 1979), US-amerikanische Schauspielerin
- Jamie-Lee Kriewitz (* 1998), deutsche Popsängerin
- Jamie Luner (* 1971), US-amerikanische Schauspielerin
- Jamie-Lee McCreadie (* 1987), britische Biathletin
- Jamie Neumann (* 1981), US-amerikanische Schauspielerin und Musikerin
- Jamie Rose (* 1959), US-amerikanische Schauspielerin
- Jamie Salé (* 1977), kanadische Eiskunstläuferin
- Jamie-Lynn Sigler (* 1981), US-amerikanische Schauspielerin
- Jamie Renée Smith (* 1987), US-amerikanische Filmschauspielerin
- Jamie Lynn Spears (* 1991), US-amerikanische Sängerin und Schauspielerin
- Jamie Lou Stenzel (* 2002), deutsche Sängerin

### Familienname
- Cameron Jamie (* 1969), US-amerikanischer Multimedia- und Performancekünstler